# مناقشه بیچو
 مناقشه بیچو(به ژاپنی: 備中兵乱 びっちゅうひょうらん) شورش بیچو، به نبردی گفته می‌شود که در ولایت بیچو (امروزه در اطراف شهر تاکاهاشی، استان اوکایاما)، مابین دایمیوی این منطقه میمورا موتوچیکا و خاندان موری و خاندان اوکیتا رخ داد.